# Martín Chambi
Chambi  Jiménez est un nom espagnol. Le premier nom de famille, en général paternel, est Chambi ; le second, en général maternel, souvent omis, est Jiménez.
Martín Chambi Jiménez ou Martín Chambi de Coaza (né le 5 novembre 1891 à Coasa, dans la région de Puno, et mort le 13 septembre 1973 à Cuzco) est un photographe originaire du sud du Pérou. Il est l'un des premiers grands photographes autochtones d'Amérique latine et le premier photographe amérindien à avoir été reconnu à l'échelle internationale.

## Biographie

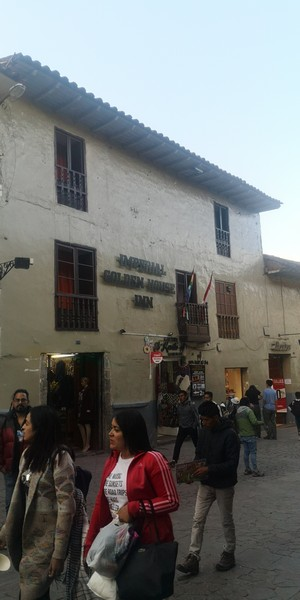
Maison de Martín Chambi à Cusco.

Martín Chambi naît le 5 novembre 1891 dans le district de Coasa à Puno. Il est le fils de Felix Chambi et Fernanda Jiménez. En 1900, il entre dans le monde du travail et il est embauché par la Santo Domingo Mining Company. En 1903, il assiste un ingénieur anglais qui prend des photos archéologiques à la suite d'extractions de la compagnie Santo Domingo. Cela inspire Martín Chambi qui se prend de passion pour la photographie. En 1905, Martín Chambi poursuit une formation de photographie et devient l'assistant de Max T. Vargas, photographe paysagiste et fondateur du studio de photographie Vargas Hermanos à Arequipa. Martín Chambi se marie en 1917 avec Manuela López Lisa qui est institutrice. Il continue la photographie en créant un studio à Sicuani et prend des clichés du Machu Picchu. En 1920, il ouvre un studio de photographie à Arequipa puis un deuxième à Cuzco en 1924. Il cofonde dans cette dernière l'Institut Américain d'Art de Cusco en 1927. Il meurt le 13 septembre 1973 à Cuzco. De 1929 à 1973 année de sa mort, ses photographies font l'objet de nombreuses expositions en Amérique latine, mais surtout en Hispano-Amérique.

## Œuvre
Reconnu pour la profonde valeur documentaire historique et ethnique de ses photographies, il était un portraitiste prolifique dans les villes et les campagnes des Andes péruviennes. En plus d'être un portraitiste à Cuzco, Chambi fit de nombreuses photographies de paysages, qu'il vendait principalement sous la forme de cartes postales, un format dont il fut le pionnier au Pérou.
Une grande partie du fonds Martin Chambi est donnée au musée de l'Université de Navarre[réf. nécessaire]. De nombreux négatifs présents ne sont pas encore tirés. Par ailleurs, il existe une association Martín Chambi, pour promouvoir son œuvre[réf. nécessaire].

« Il est risqué de trop insister sur la valeur de témoignage de ses photos. Elles en ont certes également une, mais elles expriment pour lui autant l'environnement dans lequel il a vécu et observé (...) et lorsqu'il se place derrière l'appareil photographique, il devient un géant, doté d'une véritable force d'invention, capable de recréer la vie. »

— Mario Vargas Llosa

## Expositions (sélection)
- 23 mars - 3 mai 1979  : le Museum of Modern Art (MoMA) de New York lui consacre une rétrospective à la suite de l'acquisition de plusieurs de ses tirages, qui a ensuite été présentée dans divers endroits et a inspiré d'autres expositions internationales de son travail[4].
- avril - mai 2022  : exposition au festival de photographie Vannes Photos Festival.

## Distinction
- 1927 : Médaille d'or à l'Exposition internationale de La Paz, Bolivie.